# Chris Pratt

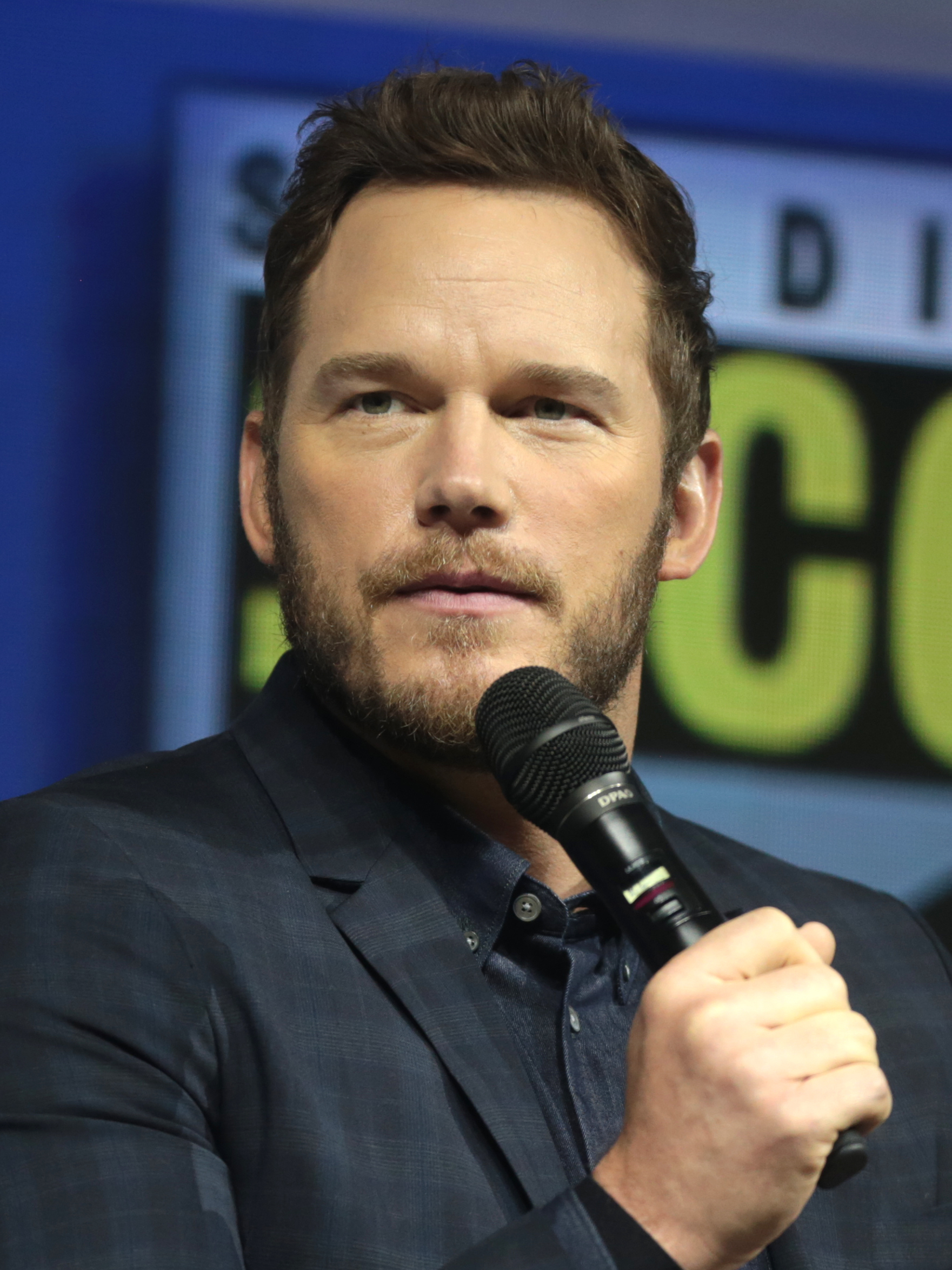
Pratt auf der San Diego Comic-Con International (2018)

Christopher Michael „Chris“ Pratt (* 21. Juni 1979 in Virginia, Minnesota) ist ein US-amerikanischer Schauspieler.

## Karriere
Pratt schloss 1997 die Lake Stevens High School ab und arbeitete zunächst als Komiker. Seine Spezialität war das Persiflieren von Jim Carrey. 2000 wurde er von der Schauspielerin Rae Dawn Chong entdeckt, die ihn für ihr Regiedebüt besetzte. In Cursed Part 3, einem Horrorfilm gepaart mit Comedy-Elementen, spielte Pratt die Hauptfigur Devon. 2002 wurde er für die Rolle des Bright Abbott in der Fernsehserie Everwood gecastet, die ihn in den Vereinigten Staaten berühmt machte. 2004 und 2005 war Pratt für seine Rolle in Everwood jeweils für einen Teen Choice Award nominiert.
2007 spielte er in der vierten und letzten Staffel von O.C., California die Rolle des Winchester „Che“ Cook. 2008 war er in dem Actionfilm Wanted zu sehen. Von 2009 bis 2015 spielte er in der Comedyserie Parks and Recreation Andy Dwyer. Während er vorher meist komödiantische Rollen spielte, schaffte er es in den letzten Jahren einen Imagewechsel zu vollziehen, bei dem er zunehmend die männliche Hauptrolle in actionreicheren Filmen übernahm, wobei er allerdings meist eine gewisse Selbstironie in sein Spiel übernahm. 2014 übernahm er als Hauptdarsteller die Rolle des Peter Quill / Star-Lord in Marvels Guardians of the Galaxy, eine Rolle, die er auch in weiteren Produktionen des Marvel Cinematic Universe spielte. Danach übernahm Pratt die Hauptrolle in Jurassic World. 2016 spielte er eine von zwei Hauptrollen in Passengers. Pratt spielte danach unter anderem in den zwei Fortsetzungen zu Jurassic World mit und ist 2022 in der Serie The Terminal List – Die Abschussliste zu sehen.
Am 21. April 2017 erhielt Pratt einen Stern auf dem Hollywood Walk of Fame in Los Angeles. Im selben Jahr wurde er in die Academy of Motion Picture Arts and Sciences (AMPAS) aufgenommen, die jährlich die Oscars vergibt.

## Persönliches
Pratt war ab dem 9. Juli 2009 mit der US-amerikanischen Schauspielerin Anna Faris verheiratet. Im August 2012 kam der gemeinsame Sohn zur Welt. Anfang August 2017 trennte sich das Paar.
Im Januar 2019 gab er die Verlobung mit der Autorin Katherine Schwarzenegger, der ältesten Tochter von Arnold Schwarzenegger, bekannt. Am 8. Juni 2019 heiratete das Paar. Im August 2020 wurde das erste Kind des Paares, eine Tochter, geboren. Am 21. Mai 2022 wurde seine zweite Tochter Eloise Christina geboren. Im November 2024 gab das Paar bekannt, nach zwei Töchtern nun einen Sohn bekommen zu haben.
Pratt spricht ein wenig Deutsch und ist gläubiger Christ.

## Filmografie (Auswahl)
- 2000: Cursed Part 3 (Kurzfilm)

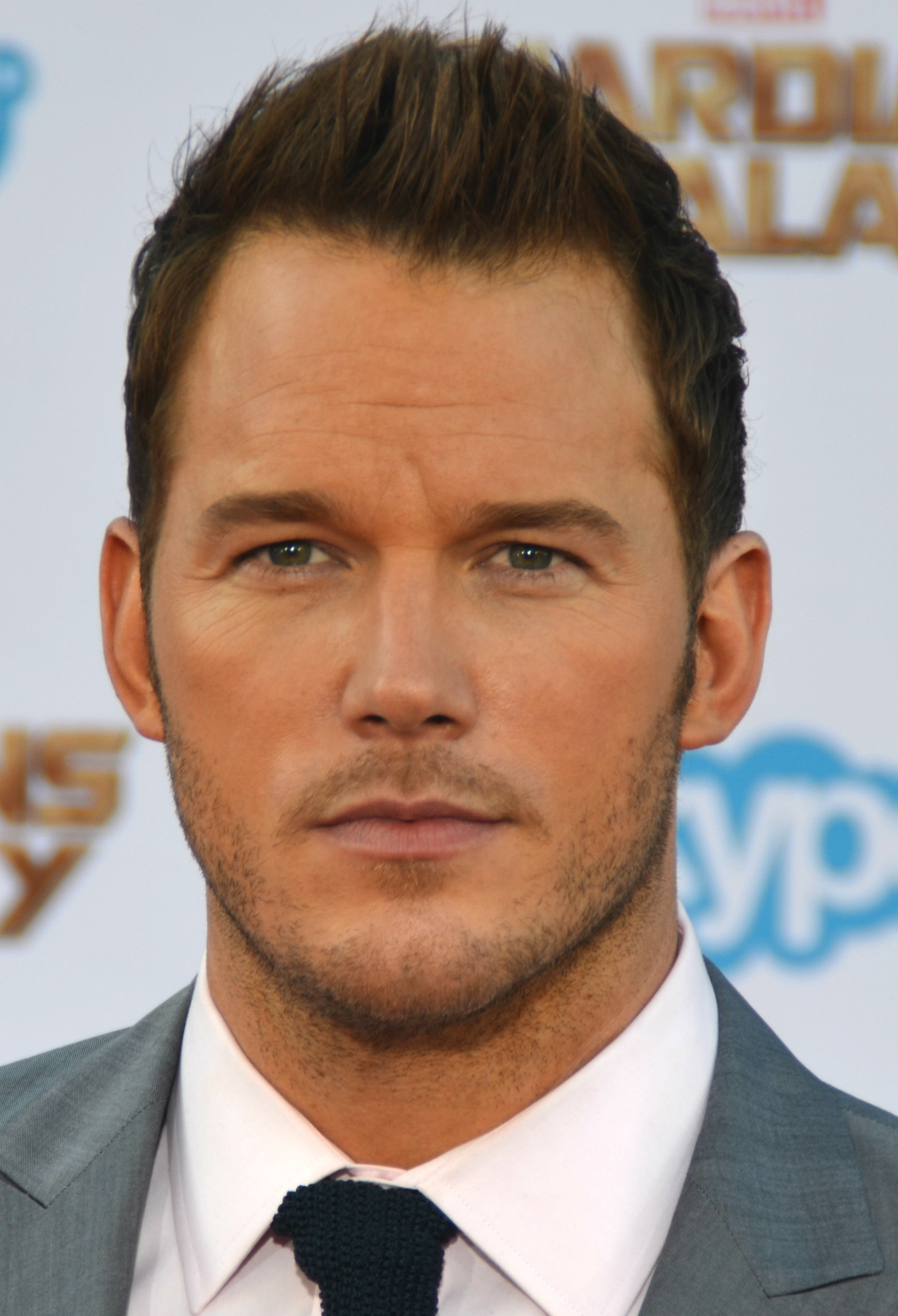
Chris Pratt (2014)

- 2002–2006: Everwood (Fernsehserie)
- 2002: Das X-Team (The Extreme Team)
- 2005: Spur der Verwüstung (Path of Destruction)
- 2006–2007: O.C., California (The O.C., Fernsehserie)
- 2008: Wanted
- 2009: Im tiefen Tal der Superbabes (Deep in the Valley)
- 2009: Bride Wars – Beste Feindinnen (Bride Wars)
- 2009–2015: Parks and Recreation (Fernsehserie)
- 2009: Jennifer’s Body – Jungs nach ihrem Geschmack (Jennifer’s Body)
- 2011: Take Me Home Tonight
- 2011: Die Kunst zu gewinnen – Moneyball (Moneyball)
- 2011: Der perfekte Ex (What’s your Number?)
- 2012: Fast verheiratet (The Five-Year Engagement)
- 2012: Zero Dark Thirty
- 2013: Movie 43
- 2013: Her
- 2013: Der Lieferheld – Unverhofft kommt oft (Delivery Man)
- 2014: The LEGO Movie (Stimme von Emmet)
- 2014: Guardians of the Galaxy
- 2015: Jurassic World
- 2016: Die glorreichen Sieben (The Magnificent Seven)
- 2016: Passengers
- 2017: Guardians of the Galaxy Vol. 2
- 2017: Mom (Fernsehserie, Episode 4x11)
- 2018: Avengers: Infinity War
- 2018: Jurassic World: Das gefallene Königreich (Jurassic World: Fallen Kingdom)
- 2019: The LEGO Movie 2 (The LEGO Movie 2: The Second Part, Stimme von Emmet und Rex Abenteuerweste)
- 2019: Avengers: Endgame
- 2019: The Kid – Der Pfad des Gesetzlosen (The Kid)
- 2020: Onward: Keine halben Sachen (Onward, Stimme)
- 2021: The Tomorrow War
- 2022: Jurassic World: Ein neues Zeitalter (Jurassic World Dominion)
- 2022: Thor: Love and Thunder
- 2022: The Terminal List – Die Abschussliste (The Terminal List, Fernsehserie)
- 2022: The Guardians of the Galaxy Holiday Special
- 2023: Der Super Mario Bros. Film (The Super Mario Bros. Movie, Stimme von Mario)
- 2023: Guardians of the Galaxy Vol. 3
- 2024: Garfield – Eine extra Portion Abenteuer (The Garfield Movie, Stimme von Garfield)
- 2025: The Electric State

## Deutsche Stimme
Seit dem Film Guardians of the Galaxy wird Pratt von Leonhard Mahlich auf Deutsch synchronisiert. Zuvor übernahmen dies vor allem Daniel Fehlow und Tim Knauer (Parks and Recreation).